# Petras Čimbaras
Petras Čimbaras (ur. 22 września 1967 w Bijutiškis w rejonie malackim) – litewski polityk i przedsiębiorca, poseł na Sejm Republiki Litewskiej.

## Życiorys
W latach 1983–1986 uczęszczał do szkoły technicznej w Poniewieżu, trenował piłkę ręczną w tym mieście. W latach 1988–1990 odbył służbę wojskową w Armii Radzieckiej. W 1996 objął stanowisko dyrektora w spółce prawa handlowego Trijadė. W 2004 ukończył nauki polityczne i administrację publiczną na Uniwersytecie Witolda Wielkiego.
Zaangażował się w działalność polityczną w ramach Partii Pracy. W latach 2007–2012 był radnym rejonu malackiego. W wyborach w 2012 uzyskał mandat posła na Sejm. W 2016 z powodzeniem ubiegał się o reelekcję. W 2018 przystąpił do Litewskiej Socjaldemokratycznej Partii Pracy, wystąpił z niej jednak w 2020, ponownie wiążąc się z Partią Pracy. Również w 2020 znalazł się poza parlamentem. W 2023 ponownie został radnym ejonu malackiego.